# Eleccions legislatives d'Israel de 1959
Les eleccions legislatives d'Israel de 1959 se celebraren el 3 de novembre de 1959 per a renovar els 120 membres de la Kenésset. El Mapai fou el partit més votat i David Ben-Gurion fou nomenat primer ministre d'Israel en un govern de coalició amb Ahdut ha-Avodà, Mapam, Partit Nacional Religiós, Partit Progressista, i les llistes satèl·lit àrabs. El 1961 va patir una moció de censura de Herut i Sionistes Generals per l'afer Lavon i convocà eleccions anticipades.

## Resultats
|                                  |                                |         |       |        |        |
| ← Eleccions a la Kenésset, 1959→ |                                |         |       |        |        |
|                                  | Candidatura                    | Vots    | %     | Escons | Escons |
| 1959                             | Candidatura                    | Vots    | %     | Dif.   |        |
|                                  | Mapai                          | 370.585 | 38,2% | 47     | +7     |
|                                  | Herut                          | 130.515 | 13,5% | 17     | +2     |
|                                  | Partit Nacional Religiós       | 95.581  | 9,9%  | 12     | +1     |
|                                  | Mapam                          | 69.468  | 7,2%  | 9      | =      |
|                                  | Sionistes Generals             | 59.700  | 6,2%  | 8      | -5     |
|                                  | Ahdut ha-Avodà                 | 58.043  | 6,0%  | 7      | -3     |
|                                  | Front Religiós de la Torà      | 45.569  | 4,7%  | 6      | =      |
|                                  | Partit Progressista            | 44.889  | 4,6%  | 6      | +1     |
|                                  | Partit Comunista Israelià      | 27.374  | 2,8%  | 3      | -3     |
|                                  | Progrés i Desenvolupament      | 12.347  | 1,3%  | 2      | -      |
|                                  | Cooperació i Germandat         | 11.104  | 1,1%  | 2      | -      |
|                                  | Agricultura i Desenvolupament  | 10.902  | 1,1%  | 1      | =      |
|                                  | Unió d'Immigrants Nordafricans | 8.199   | 0,8%  | 0      | -      |
|                                  | Progrés i Treball              | 4.651   | 0,5%  | 0      | -      |
|                                  | Total (participació 79,5%)     | 969.337 | 100%  | 120    | -      |